# Xã Chilgren, Quận Lake of the Woods, Minnesota
Xã Chilgren (tiếng Anh: Chilgren Township) là một xã thuộc quận Lake of the Woods, tiểu bang Minnesota, Hoa Kỳ. Năm 2010, dân số của xã này là 182 người.